# Rappresentazioni grafiche in statistica
In statistica si usano le rappresentazioni grafiche come tecnica di presentazione dei dati che affianca la presentazione in forma tabellare, con lo scopo di aiutare l'analisi e il ragionamento.

## Storia
Si ritiene che la nascita di questa tecnica sia dovuta a William Playfair verso la fine del Settecento, quando utilizzò decine di diagrammi (soprattutto serie storiche, ma anche il primo diagramma a barre) nel suo Commercial and Politica Atlas del 1786 e introdusse il diagramma a torta nel Statistical Breviary del 1801.
Chiaramente ciò non nacque all'improvviso e sarebbe impossibile senza l'introduzione del sistema cartesiano e della geometria analitica da parte di Cartesio nel 1637 (appendice La Géometrie in Discours de la Méthode).
Nel 1760 un matematico svizzero, Johann Heinrich Lambert (Mulhouse, 1728-1777),
fece uso di grafici di elevata qualità nella sua opera Photometria. Lambert-Adolphe-Jacques Quételet (Gand, 1796-1874) fece ampio ricorso ai metodi grafici e in un certo senso li sistematizzò.
I primi cartogrammi vengono attribuiti a A.W.Crome, economista tedesco, con la sua Producten-Karte von Europa del 1782. 
Un autore francese, C.T.Minard, introdusse i cartogrammi a bande proporzionali e li utilizzò per rappresentare i flussi di passeggeri tra le diverse stazioni ferroviarie.

## Tecniche
- Diagramma
  - Diagramma areale
  - Diagramma circolare (o diagramma a torta)
  - Diagramma radiale o polare
  - Diagramma cartesiano
  - Istogramma o diagramma a colonne
  - Piramide delle età
  - Ortogramma
  - Diagramma a barre
  - Diagramma a nastri
  - Grafico a dispersione
  - Diagramma di Lexis
  - Scatola di Edgeworth-Bowley
  - Diagramma semilogaritmico
  - Diagramma triangolare
  - Diagramma a scatola e baffi
  - Diagramma ad albero e foglie
- Cartogramma
  - Mappa coropleta (Choropleth map)
- Grafo
  - Dendrogramma
- Ideogramma
- Semivariogramma